# Вооружённые силы Ирана
Вооружённые силы Исламской Республики Иран (перс. نيروهای مسلح جمهوری اسلامی ايران‎) — совокупность войск и сил Исламской Республики Иран, предназначенная для защиты свободы, независимости и территориальной целостности государства.
Вооружённые силы Исламской Республики Иран состоят из Армии (включающей в себя Сухопутные войска , Военно-морские силы и Военно-воздушные силы Ирана), Корпуса стражей исламской революции и Сил правопорядка. Призыв на два года, есть возможность легально откупиться.

## История

### США и модернизация шахской армии
В 1942 году началась активная военная деятельность в Иране Соединённых Штатов Америки. Между двумя странами было заключено несколько соглашений, что положило начало многолетней деятельности трёх американских военных миссий в Иране — ARMISH, MAAG, GENMISH, — которая охватывала все вооружённые силы страны, в том числе и систему подготовки командных кадров.
В 1960-х годах при содействии США и стран-участниц СЕНТО Иран осуществил несколько поэтапных планов реорганизации и модернизации своих вооружённых сил (план «Эф-Шин», план «Тадж»).
В первой половине 1970-х годов для шахского режима как внутри страны, так и за рубежом объективно сложились благоприятные политические и финансово-экономические условия для претворения в жизнь прагматистской политики шаха, направленной на превращение Ирана в региональную сверхдержаву путём наращивания военной мощи.
Работа по совершенствованию иранских вооружённых сил шла по таким направлениям, как: увеличение численности личного состава и интенсификация подготовки офицерских кадров, качественный и количественный рост поставляемого в войска оружия и военной техники, интенсификация боевой подготовки войск и усиление идеологической обработки личного состава.
В результате численность личного состава иранских вооружённых сил возросла в два с половиной раза (со 161 тысячи человек в 1970 до 415 тысяч в 1978 году). Значительно увеличился командный состав.
Модернизация вооружённых сил укрепили властные и региональные амбиции шаха. Следующие цифры отражают имперские амбиции шаха — форсированными темпами превратить Иран с мощными вооружёнными силами, войдя в пятёрку по показателям мощи вооружённых сил: за 17 лет военный бюджет страны вырос в 12 раз.
- 1953 г. — $67 млн.
- 1963 г. — $183 млн.
- 1970 г. — $844 млн.
- 1977 г. — $10,6 млрд.[4][5]

Из-за роста цен на нефть в 1973—1974 гг. доходы Ирана увеличились в 4 раза, что в свою очередь сказалось и на военной сфере. В 1977 г. военный бюджет составил $9 млрд. 400 млн, а в 1978 г. превысил $10 млрд.
В течение 1970-х годов шахское командование уделяло большое внимание боевой подготовке офицерского и рядового состава своих вооружённых сил. В этот период значительно увеличился приём в военные учебные заведения. В каждом из видов вооружённых сил и в некоторых родах войск были созданы курсы по подготовке и переподготовке командных кадров. Была организована подготовка офицеров запаса в гражданских вузах. Большое число офицеров было направлено на учёбу в США, другие страны НАТО.
В 1976 году в США обучалось 2865 иранских военнослужащих, что в четыре раза больше, чем было в 1970 г.

## Армия

### Сухопутные войска

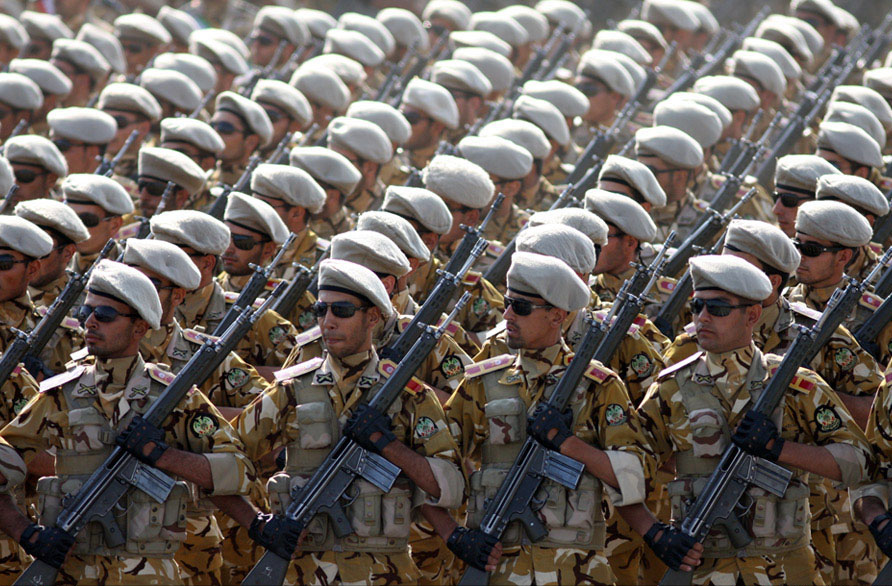

Иранская армия в сравнении с прочими странами Персидского залива довольно велика. В ней проходят службу около 350 тысяч человек, из которых 220 тысяч — срочники-призывники. Армия Ирана разделена на 4 округа, в каждом из которых — 4 моторизованных дивизии, 6 пехотных дивизий, 6 артиллерийских дивизий, 2 подразделения спецназа, 1 десантная дивизия, авиационная группировка, а также прочие отдельные подразделения: бригады материально-технического обеспечения. Распределение сил между дивизиями неравномерно. Так, 28-я и 84-я моторизованные дивизии оснащены гораздо более мощной техникой, чем остальные.
В распоряжении иранской армии находится более 1600 танков, среди которых: 540 Т-54/55, 480 Т-72, 168 M47, 150 M60, 100 «Чифтенов», 250 «Зульфикаров» и 75 Т-62. Кроме того у Ирана имеется 865 прочих единиц боевой техники, 550—670 боевых машин пехоты, 2085 стволов несамоходной артиллерии, 310 САУ, около 870 реактивных систем залпового огня, 1700 орудий ПВО, большое количество противотанковых орудий, а также не менее 220 вертолётов.

### Военно-морские силы

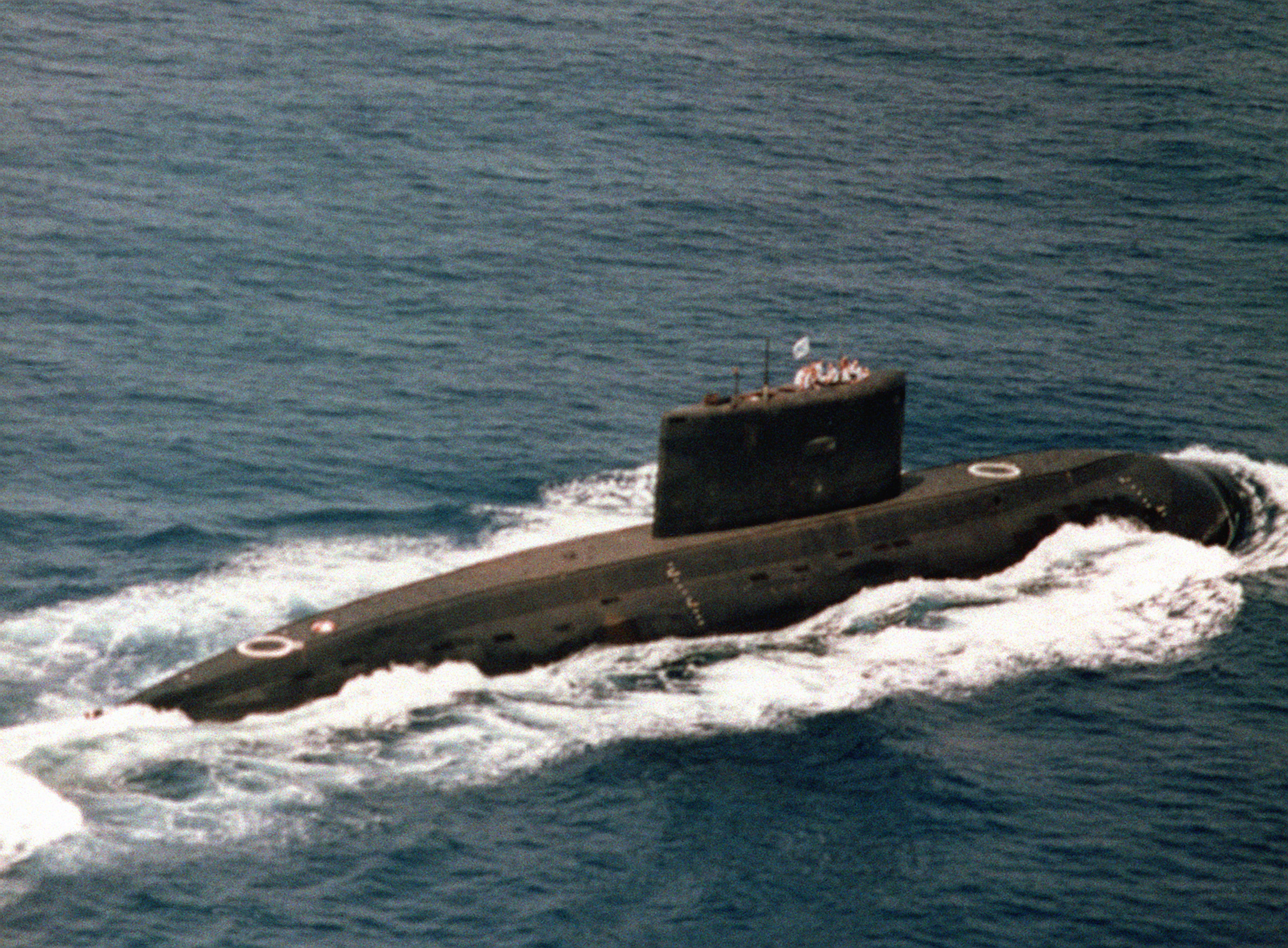
Подводная лодка «Палтус» Иранских ВМС

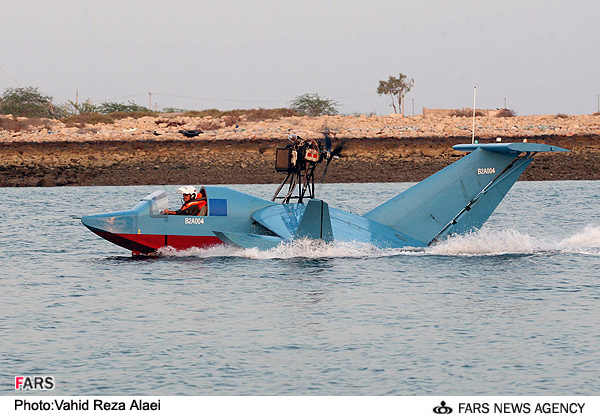
Церемония передачи катеров-камикадзе «Bavar 2» военно-морскому флоту Корпуса стражей Исламской революции.

В иранских военно-морских силах проходят службу около 18 тысяч человек, в том числе 2600 солдат в двух бригадах морской пехоты и 2000 — в морской авиации. Военно-морские базы Ирана расположены в городах Бендер-Аббас, Бушер, Чабахар, Бендер-Хомейни на Персидском заливе, Бендер-Энзели, Мехшехр — на Каспийском море. В составе флота находятся 4 субмарины, 5 корветов, 10 ракетных катеров, 10 малых десантных кораблей и 52 патрульных катера. В морской авиации (имеется только в Персидском заливе) — 5 самолётов, 19 вертолётов. Основными поставщиками морской техники в Иран являются Россия и Китай. В настоящее время ведётся разработка собственной малой подводной лодки «Сабиха».
Основу подводного флота Ирана составляют 3 советские дизельные подводные лодки проекта 877 «Палтус» в модификации 877ЭКМ (экспортный коммерческий модернизированный). Экипаж каждой из этих лодок — 52 человека, автономность плавания — 45 суток. Лодка вооружена 18 торпедами, 24 минами, а также шестью ракетами «земля-воздух» Стрела-3М. Подводные лодки «Палтус» являются самыми малошумными из когда-либо строившихся в СССР субмарин.
В феврале 2019 года вступила в строй новейшая ДЭПЛ типа «Фатех» (Fateh) собственной разработки, в ходе которой были использованы элементы конструкции германских субмарин типа 206; в постройке ещё три однотипные подлодки.
Также в составе военно-морских сил Ирана находится около 20 сверхмалых подводных лодок классов «Гадир» (Al-Ghadir) и «Сабехат» (Al-Sabehat 15), обладающих малой заметностью, но, при этом, ограниченной автономностью и способных действовать только в прибрежных водах.

### Военно-воздушные силы

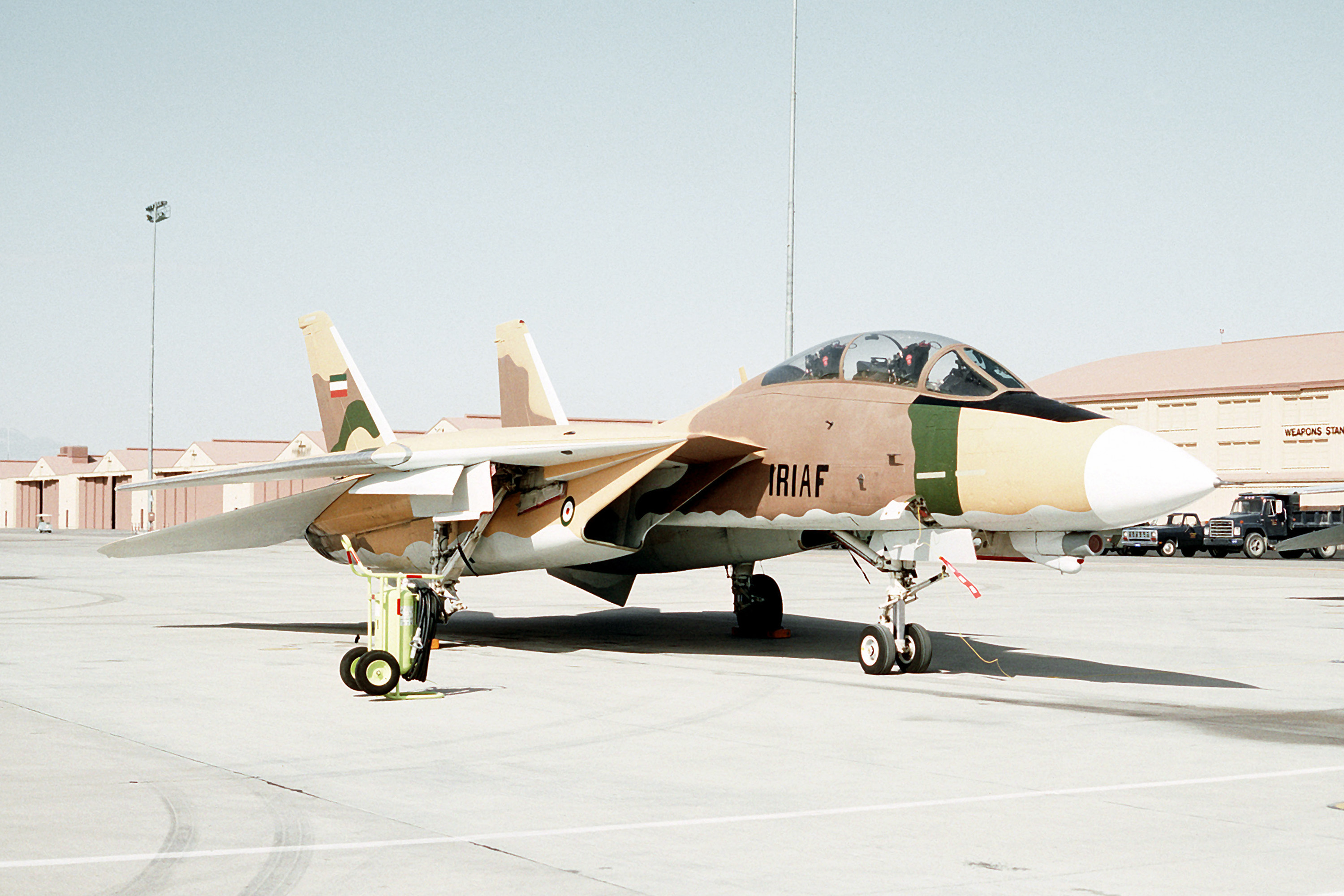
F-14, раскрашенный в цвета Иранских ВВС

Военно-воздушные силы Ирана — одни из самых мощных в регионе. Численность личного состава ВВС Ирана — 52 тысячи человек, из которых 37 тысяч — непосредственно в ВВС (по другим данным — 30 тысяч), и 15 тысяч — в Войсках противовоздушной обороны. В эксплуатации находятся около 300 боевых самолётов. Вместе с тем, весьма значительная часть этой техники устарела или не может быть использована в боевых действиях вообще. Более половины всего технического оснащения иранских ВВС — американского и французского происхождения, и её полноценное техобслуживание практически невозможно из-за санкций, введённых этими странами в отношении Ирана в 1980-х годах. Остальная техника — преимущественно российская и китайская.
В составе ВВС Ирана — 9 истребительно-штурмовых эскадрилий (до 186 самолётов), 7 истребительных (70-74 самолёта), одна разведывательная (до 8 самолётов), а также транспортная и вспомогательная авиация. Территориально ВВС разделены на 3 округа: Северный (Бабольсер), Центральный (Хамадан) и Южный (Бушер). Командование находится в Тегеране. Основу ударной мощи иранских ВВС составляют истребители МиГ-29 (25 самолётов), F-4 (65), F-5 (более 60 самолётов), F-14 (из 60 имеющихся полётопригодны 25), а также фронтовые бомбардировщики Су-24 (30 самолётов). Ведётся успешная работа по собственному самолёту «Азарахш».

## Корпус стражей исламской революции
Корпус стражей исламской революции — гвардейское военное формирование в прямом подчинении Высшего руководителя Ирана. Численность КСИР составляет около 125 тысяч человек. В составе КСИР имеются собственные сухопутные войска, военно-воздушные войска и военно-морской флот. В ведении ВВС КСИР находится эксплуатация ракетных сил Ирана. Также имеется особая дивизия «Кодс» («Иерусалим»), предназначенная для военной разведки и выполнения спецопераций за границей.
Кроме того, под командованием КСИР находится паравоенная организация Басидж, в которой числятся резервисты армии и самого Корпуса Стражей. В случае мобилизации Басидж может предоставить вооружённым силам Ирана не менее 11 миллионов солдат, что сделало бы иранскую армию численно равной американской, российской и китайской, вместе взятым, при условии, что Иран объявил бы мобилизацию, а Америка, Россия и Китай её не объявляли бы.

## Структура и командование
- Верховный главнокомандующий: Али Хаменеи
- Старший военный советник: генерал-майор Яхья Рахим Сафави
- Министр обороны: Мохаммад-Реза Караи Аштиани
- Начальник Генерального штаба: генерал-майор Абдулрахим Мусави
  - Зам. начальника Генштаба: генерал-майор Азиз Насирзаде
  - Зам. начальника Генштаба по культурным и агитационным вопросам: бригадный генерал Сейед-Масуд Джазайери
  - Зам. начальника Генштаба по тылу и учебным сборам: бригадный генерал
- Регулярная армия
  - Командующий: генерал-майор Абдулрахим Мусави
  - Зам. командующего: бригадный генерал Мохаммад-Хоссейн Дадрас
  - Представитель аятоллы Хаменеи при Армии: Мохаммад Али Аль-Хашем
    - Начальник Объединённого штаба армии: бригадный генерал Хабиболла Сайяри

  - Сухопутные войска
    - Командующий: бригадный генерал Киюмарс Хейдари
    - Зам. командующего: бригадный генерал

  - ВВС
    - Командующий: бригадный генерал Хамид Вахеди
    - Зам. командующего: бригадный генерал Мохсен Дарребаки

  - ПВО
    - Командующий: бригадный генерал Алиреза Сабахифард
    - Зам. командующего: бригадный генерал Мохаммад Хасан Мансуриан

  - ВМС
    - Командующий: контр-адмирал Шахрам Ирани
    - Зам. командующего: контр-адмирал Голям-Реза Кадем

  - Пограничные войска
    - Командующий: генерал-майор Хусейн Зульфугари
- Корпус стражей исламской революции
  - Командующий: генерал-майор Хоссейн Салами
  - Зам. командующего: бригадный генерал Али Фадави
  - Представитель аятоллы Хаменеи при КСИР: Можтаба Зольнур
    - Начальник Объединённого штаба КСИР: Мохаммад Реза Нагди
    - Начальник разведки КСИР: генерал Миноджахар Фрузанда

  - Сухопутные войска
    - Командующий: бригадный генерал Мохаммад Пакпур
    - Зам. командующего: бригадный генерал Абдулла Араки

  - ВВС и Военно-космические силы
    - Командующий: бригадный генерал Амир-Али Хаджизаде

  - ВМС
    - Командующий: контр-адмирал Алиреза Тангсири
    - Зам. командующего: бригадный генерал

  - Силы «Кудс»
    - Командующий: генерал Исмаил Каани

  - Басидж
    - Командующий: бригадный генерал Гулямреза Солеймани
    - Зам. командующего: бригадный генерал Маджид Мир-Ахмади

  - Секретное подразделение
    - Командующий: бригадный генерал Абдол-Али Наджафи

## Вооружение
На вооружении ВС Ирана находятся:
- свыше 1720 боевых машин пехоты (БМП), по другим данным свыше 1285 (35 разведывательных, 610 БМП, 640 БТР)[7]
- свыше 2820 танков, по другим данным свыше 1693 танков (свыше 1613 основных боевых танков, свыше 80 лёгких танков)[7],
- 1800 орудий полевой артиллерии (САУ и буксируемая) ,
- свыше 4000 миномётов,
- 765 реактивных систем залпового огня,
- свыше 3050 средств ПВО (2К12 «Куб», около 10 С-200 «Вега», около 29 Тор-М1, 3СУ-23 мм различных вариантов, и т. д.)
- 84 ПУ тактических ракет 250 Shihab-1 (Scud-В), 100 Shihab-2 (Scud-C), 40 Shihab-3 (Zelzal-3),

ВВС:
- около 300 боевых самолётов,
- 100 транспортных самолётов,
- свыше 400 вертолётов,

ВМС:
Иранские ВМС, считающиеся самыми боеспособными в зоне Персидского залива, имеют в своём распоряжении 5 корветов, 20 ракетных и 20 торпедных катеров, 13 десантных кораблей, 28 вспомогательных судов, 5 подводных лодок, 22 самолёта и 15 вертолётов.

## Другие данные
Мобилизационные возможности Ирана, по мнению американских военных экспертов, составляют примерно 7 млн человек, однако, как утверждает руководство страны, в случае необходимости под ружьё могут встать 20 млн солдат и офицеров.
В Иране, по мнению израильских спецслужб, ускоренными темпами ведётся разработка ядерного оружия.
Иран ведёт собственное производство танков, БМП, САУ, РСЗО, ПТУР. Также Иран активно занимается разработками ракетного оружия — в сентябре 2004 объявлено о завершении испытаний и постановке на вооружение новой ракеты дальнего радиуса действия — баллистической ракеты «Шахаб-3», имеющей дальность действия 1500 км и способной нести боеголовку весом в одну тонну. Позднее было заявлено, что дальность действия ракеты — 5000 км, а это означает, что в зоне поражения находится Израиль, а также все американские военные базы в Персидском заливе.
С декабря 2005 года по январь 2007 года Россия поставила Ирану 29 зенитно-ракетных комплексов (ЗРК) «Тор-М1».
В ноябре 2022 года Иран заявил о создании первой в стране гиперзвуковой баллистической ракеты.

## БТР
| Поставщик/Производитель | Тип                           | Количество     | Данные/Обновления |
| ----------------------- | ----------------------------- | -------------- | ----------------- |
| СССР                    | БМП-1                         | 210            | 2018              |
| СССР                    | БМП-2                         | 400            | 2018              |
| СССР                    | БТР-40                        | ~200           | 2001              |
| СССР                    | БТР-50/60                     | 300            | 2018              |
| СССР                    | МТЛБ                          | ~40-50         | 2001              |
| США                     | M113                          | ~200—250 / 200 | 2001 / 2010       |
| США                     | M8 Greyhound/Engess EE-9      | ~34—35 / 35    | 2002 / 2010       |
| Иран                    | Type 86 WZ501(БМП-1) / Boragh | ~120—160 / 140 | 2004 / 2010       |
| Иран                    | BMT-2 Cobra(БМП-2)            | ~180—230       | 2004              |

## Танки
| Поставщик/Производитель | Тип                   | Количество      | Данные/Обновления |
| ----------------------- | --------------------- | --------------- | ----------------- |
| США                     | М48                   | 168             | 2018              |
| США                     | М60А1                 | 150             | 2018              |
| Великобритания          | Chieftain Мк3/Мк5     | 100             | 2018              |
| Россия/Польша/Иран      | T-72М1/С1             | 480             | 2018              |
| Иран                    | Зульфикар             | ~100—200 / ~100 | 2004 / 2010       |
| Иран/Великобритания     | Tosan/Скорпион (танк) | 80              | 2018              |
| СССР/КНР/Иран           | Т-55/Type 59/Safir-74 | 540             | 2018              |